# Conny Wessmann
Cornelia „Conny“ Wessmann (9. března 1965 Lingen – 17. listopadu 1989 Göttingen) byla 24letá studentka z Německa, která zemřela 17. listopadu 1989 během policejní razie v Göttingenu. Zemřevši v boji proti panujícímu politickému systému, stala se mučednicí německého hnutí za svobodu, ačkoliv ve skutečnosti nebyla aktivní účastnice střetu.
Toho dne byl naplánován střet levicových a pravicových extrémistů v ulici Burgstrasse. Pravicové síly v Göttingenu byly (a stále jsou) velmi silné. Když se policie pokusila zastavit jednu skupinu slzným plynem a psy, utekli pryč přes rušnou Weender Landstrasse. Conny Wessmannovou však srazilo auto a zemřela.
Levicoví aktivisté pak označili za odpovědnou policii, která ji podle nich měla k tomu donutit. Někteří to dokonce nazvali politickou státní vraždou. Bylo zachyceno policejní vysílání, ve kterém policejní důstojník řekl „Chceme je zmlátit?“. Oficiální vyšetřování však nenašlo žádný důkaz odpovědnosti policie nebo řidiče auta za to, co se ten den stalo.